# Keszthelyi László (motorversenyző)
Keszthelyi László (Budapest, 1935. december 30. – 2001) magyar motorversenyző.

## Pályafutása
1935. december 30-án született Budapesten Keszthelyi István és Hatos Mária gyermekeként. 1955-ben a Bánki Donát Gépipari Technikumban érettségizett. 1955 és 1960 között a Fővárosi Autóbuszüzemben technikusként dolgozott, majd 1960-tól magántaxis lett.
1955 és 1968 között a ZMMK csapatában szerepelt motorversenyzőként. Edzője Ruzsai József volt. 1960 és 1967 között a válogatott keret tagja volt.

## Sikerei, díjai
Túra versenyág – 125 cm³
- Magyar bajnokság
  - bajnok: 1960

Terep-megbízhatósági versenyág
- Magyar bajnokság – 125 cm³
  - bajnok: 1967
  - 2.: 1966 (csapat)